# Landesgeschichtliche Vereinigung für die Mark Brandenburg
Die Landesgeschichtliche Vereinigung für die Mark Brandenburg e. V. (ⓘ) ist mit etwa 800 Mitgliedern einer der größten und ältesten Geschichtsvereine in den Bundesländern Berlin und Brandenburg. Die Vereinigung wurde im Jahr 1884 zunächst unter dem Namen Touristenklub für die Mark Brandenburg gegründet; Ziel war es, die Mark Brandenburg zu erwandern. Erstes Ehrenmitglied des Vereins war Theodor Fontane. Im Unterschied zu lokalen Heimatvereinen behandelt die Vereinigung in ihren Veranstaltungen Themen aus dem gesamten Bereich beider Bundesländer sowie allen Gebieten, die zu irgendeinem Zeitpunkt zu Brandenburg gehörten. Die Landesgeschichtliche Vereinigung kooperiert mit zahlreichen anderen Gesellschaften, Geschichtsvereinen und Organisationen.
Die wichtigsten Aktivitäten des Vereins sind
- die Erkundung Brandenburgs auf Exkursionen und Wanderungen
- die Förderung der wissenschaftlichen Erforschung der Landesgeschichte durch Vorträge, Tagungen und Publikationen
- die Sammlung von Literatur und Quellen in einem Archiv und einer rund 40.000 Bände umfassenden, öffentlich zugänglichen Bibliothek in der Zentral- und Landesbibliothek Berlin

Die Vereinigung ist Herausgeber des Jahrbuchs für Brandenburgische Landesgeschichte (ISSN 0447-2683). Die Bände des Jahrbuchs zwischen 1950 und 1969 sind über einen Server der Humboldt-Universität online im Volltext zugänglich gemacht worden.
Vorsitzender der Vereinigung ist der Berliner Historiker Peter Bahl, seine Stellvertreter sind Frank Göse und Anke Geißler-Grünberg.

## Ehrenmitglieder
Ernst Badstübner, Sibylle Badstübner-Gröger, Friedrich Beck, Eva Börsch-Supan (†), Helmut Börsch-Supan, Günter de Bruyn (†), Felix Escher, Wolfgang Ribbe (†), Peter P. Rohrlach (†) und Winfried Schich (†).

## Korrespondierende Mitglieder
Zbigniew Czarnuch (†), Torsten Foelsch, Dorothee Geßner (†).

## Fontane-Plakette
Die Fontane-Plakette ist eine Medaille, die seit 1911 von der Landesgeschichtlichen Vereinigung für die Mark Brandenburg verliehen wird. Sie wird für „langjährige Mitgliedschaft in Verbindung mit besonderen Verdiensten um die Vereinigung“ – teilweise mehrere Medaillen in einem Jahr – verliehen. In der Anfangszeit wurde die Medaille teilweise auch an Organisationen verliehen, später ausschließlich an Einzelmitglieder. Die Medaille wurde 1911 von dem Lehrer, Bildhauer und Medailleur Paul Matzdorf gestaltet. Zwischen 1928 und 1969 wurde die Medaille in einer Variante aus Bronze und als Steigerung in Silber verliehen. Bis 1935 wurde die Medaille unter dem alten Vereinsnamen verliehen.
Einzelpersonen und Organisationen, die die Plakette erhalten haben (Auswahl):
- 1911 Historischer Verein für Heimatkunde in Frankfurt a. O., verliehen zum 50-jährigen Bestehen
- 1912 Berliner Touristenverein von 1887 (Klub der Wanderfreunde), verliehen zu seinem 25-jährigen Bestehen
- 1912 Ernst Friedel (1837–1918), Geheimer Regierungsrat, Begründer des Märkischen Museums, Vorsitzender der Brandenburgia; verliehen aus Anlass seines 75. Geburtstages
- 1917 Brandenburgia: Gesellschaft für Heimatkunde der Provinz Brandenburg (diese Verleihung ist nicht gesichert)
- 1934 Willy Hoppe (1884–1960), Historiker, Universitätsprofessor (Mitglied erst ab 1944 durch Verleihung der Ehrenmitgliedschaft)
- 1935 August von Mackensen (1849–1945), Generalfeldmarschall, Gutsbesitzer auf Brüssow, Mitglied seit 1936
- 1940 Friedrich Schmidt-Ott (1860–1956), Staatsminister in Berlin, Mitglied seit 1939.
- 1940 Joachim von Winterfeldt-Menkin (1865–1945), ehem. Landesdirektor der Provinz Brandenburg, Präsident des Deutschen Roten Kreuzes.

Verleihungen nach der Neuprägung von 1959:
- 1959 Walter Stengel (1882–1960), ehem. Direktor des Märkischen Museums in Berlin, Mitglied seit 1930
- 1959 Willy Hoppe (1884–1960), auch Träger der Plakette im Jahr 1934, Ehrenmitglied der Gesellschaft seit 1944
- 1965 Hermann Fricke (1895–1982), Literaturhistoriker, Mitglied seit 1947, 1949–50 Bibliothekar, seit 1970 Ehrenmitglied.
- 1969 Gertrud Dorka (1893–1976), Prähistorikern, Leiterin des Museums für Vor- und Frühgeschichte in Berlin-Charlottenburg, Mitglied seit 1951.
- 1971 Kurt Pomplun (1910–1977), Vermessungsingenieur, Stadtoberinspektor in Berlin, Heimatforscher, Publizist
- 1971 Hans E. Pappenheim (1908–1973), Kunsthistoriker in Berlin, Mitglied seit 1951
- 1975 Hans-Werner Klünner (1928–1999), Archiv-, dann Senatsangestellter, Stadthistoriker, Publizist in Berlin
- 1978 Liselott Ziegert-Hackbarth (1913–2013), Kunsthistorikerin, Buchhändlerin in Berlin
- 1978 Werner Vogel (1930–2016), Archivdirektor am Geheimen Staatsarchiv Preußischer Kulturbesitz in Berlin-Dahlem, später dessen Direktor

Verleihungen seit der Bronze-Neuprägung von 1984:
- 1984 Michael Engel (1941–2011), Diplom-Chemiker, Oberbibliotheksrat in Berlin, Verleger
- 1989 Manfred Stürzbecher (1928–2020), Amtsarzt, Medizinaldirektor in Berlin, Medizinhistoriker
- 1997 Eckart Henning (* 1940), Direktor des Archivs zur Geschichte der Max-Planck-Gesellschaft in Berlin-Dahlem
- 1997 Peter P. Rohrlach (1933–2023), Historiker und Bibliothekar
- 1999 Felix Escher (* 1945), Historiker
- 2000 Albert Burkhardt (1927–2002), Lehrer, Übersetzer und Schriftsteller
- 2000 Kurt Trumpa (1914–2007), Arzt und Heimatforscher, langjähriger Vorsitzender des Heimatvereins für den Bezirk Zehlendorf
- 2007 Wolfgang Stapp (1927–2017), Verlagsbuchhändler in Berlin
- 2009 Gerhard Weiduschat (* 1952), Historiker
- 2015 Zbigniew Czarnuch (1930–2024), polnischer Lehrer, Publizist und Heimatforscher
- 2017 Reinhard Schmook (* 1951), Historiker und Volkskundler, ehem. Leiter des Oderlandmuseums Bad Freienwalde
- 2018 Andreas Kalesse (* 1952), Denkmalpfleger, ehem. Stadtkonservator von Potsdam
- 2018 Hans-Jürgen Rach (1940–2024), Denkmalpfleger und Bauforscher
- 2019 Hubertus Fischer (* 1943), Germanist und Literaturhistoriker
- 2024 Ingrid Zache (* 1951), Polizeibeamtin i. R., aktives Mitglied im Exkursionsausschuss seit 1994, Schriftführerin der Vereinigung 2002–2024
- 2024 Bernd Kopplin (* 1943), Kaufmann, aktives Mitglied im Exkursionsausschuss seit 1984 und Kassenprüfer der Vereinigung seit 1998